# Shandi
«Shandi» es una canción de la banda estadounidense de rock Kiss, incluida en su octavo trabajo de estudio, Unmasked. Sus compositores fueron el guitarrista y vocalista del grupo, Paul Stanley y el productor del disco, Vini Poncia. Stanley reconoció que «Shandi» «no sonaba necesariamente a Kiss», pero que «nadie protestó lo suficiente porque ya habíamos empezado a perder nuestra visión» de lo que eran. Por su parte, el guitarrista tomó como inspiración la versión de The Hollies del tema de Bruce Springsteen «4th of July, Asbury Park (Sandy)», mientras que Vini Poncia escogió el título por la cantante Shandi Sinnamon. A pesar de aparecer acreditados, los restantes miembros del conjunto —Ace Frehley, Gene Simmons y Peter Criss— no participaron en su grabación y les reemplazaron músicos de sesión.
Casablanca Records la publicó en 1980 como primer sencillo del álbum y se convirtió en uno de su mayores éxitos comerciales a nivel mundial al alcanzar el top 10 en países de Europa, Oceanía y Suramérica, aunque su recepción comercial en los Estados Unidos fue bastante más discreta, pues únicamente llegó al puesto 47 del Billboard Hot 100. Por otra parte, la opinión de los críticos fue dividida. La banda rodó un vídeo musical para promocionarla y que supondría la última participación del batería Peter Criss hasta la reunión de la formación original en 1996. «Shandi» ha figurado en varios recopilatorios y en el álbum en directo Kiss Symphony: Alive IV (2003), donde el grupo la interpretó con la Orquesta Sinfónica de Melbourne.

## Trasfondo
Hacia 1980, Kiss había perdido parte de su popularidad en los Estados Unidos, en parte debido al sencillo «I Was Made for Lovin' You», que pese a ser un éxito comercial a nivel mundial, disgustó a varios de sus aficionados por su sonido orientado a la música disco. Al final del Dynasty Tour las tensiones entre el batería Peter Criss, cuyas contribuciones en el álbum fueron mínimas, y los otros miembros del grupo se encontraban en su punto más alto. Por aquellos momentos, Kiss no funcionaba como una banda, pues cada uno de los miembros trabajaba en sus canciones y luego se las presentaban al productor discográfico Vini Poncia en Queens (Nueva York) donde tomaban la decisión de cuales de ellas aparecerían en su siguiente disco, Unmasked (1980).

## Composición y grabación

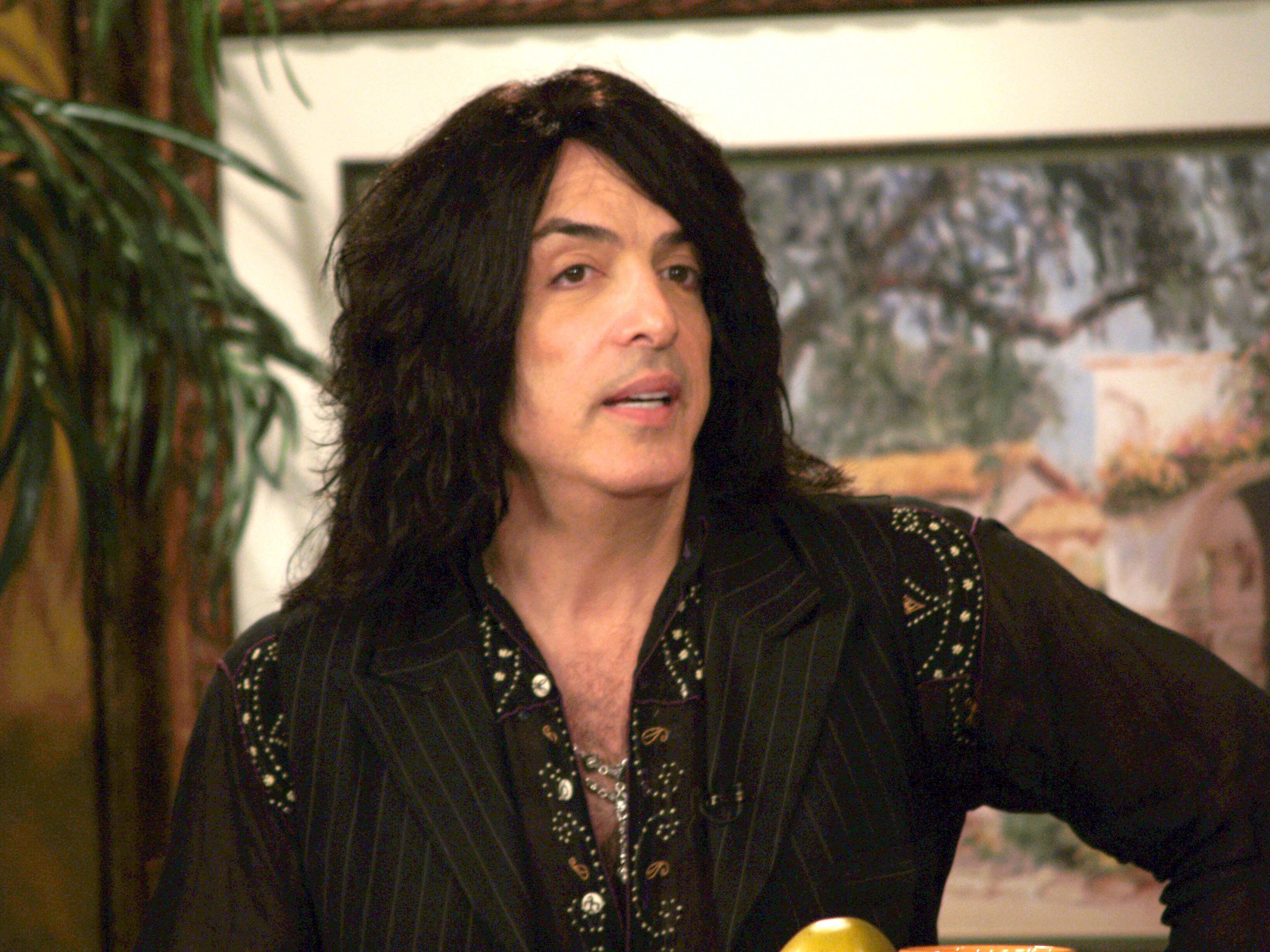
Paul Stanley fue el único miembro de Kiss que participó en la grabación de «Shandi».

El guitarrista y vocalista Paul Stanley y Vini Poncia se conocieron después de que Peter Criss exigiera que este último fuera el productor de Dynasty y juntos compusieron canciones como «Sure Know Something» o «I Was Made for Lovin' You». En el momento de trabajar en Unmasked ambos volvieron a componer juntos cuatro temas que aparecerían en el álbum, entre ellas «Shandi». Stanley destacó la influencia de cantautores de Motown y del Sonido Filadelfia y remarcó que «siempre he creído que si solo escuchas un tipo de música, producirás canciones bastante defectuosas en el sentido de que no tendrán amplitud. Y una canción como “Shandi” básicamente viene de estar sentado con una guitarra acústica de doce cuerdas». El guitarrista además tomó como inspiración la versión de The Hollies del tema de Bruce Springsteen «4th of July, Asbury Park (Sandy)», mientras que Poncia decidió ponerle como título «Shandi», por la cantante Shandi Sinnamon. En cuanto a la letra, Stanley canta sobre «una de esas relaciones en la que continúas, aunque sabes que debería haber terminado, en la que deberías decir “adiós” en lugar de “buenas noches”, pero no puedes terminar».
Su grabación tuvo lugar en los estudios Record Plant de Nueva York a comienzos de 1980 y Stanley fue el único de los miembros de Kiss que participó en ella. Anton Fig, que ya había reemplazado a Criss en la mayoría de las pistas de Dynasty, se encargó de tocar la batería en todas las canciones de Unmasked, mientras que Holly Knight, su compañera en la banda Spider, grabó los teclados. El bajista Gene Simmons tuvo que ausentarse de la grabación por enfermedad, de modo que Poncia recurrió al técnico de guitarra Tom Harper, quien utilizó un bajo Gibson Thunderbird. Simmons regresó al estudio una semana más tarde y satisfecho con el resultado del trabajo de Harper, que recibió 500 USD por su labor, decidió que se mantuviera. Por su parte, Vini Poncia cantó los coros, mientras que Stanley grabó la voz principal y todas las guitarras, en vez del guitarrista Ace Frehley.
Paul Stanley reconoció que «Shandi» «no sonaba necesariamente a Kiss», pero que «nadie protestó lo suficiente porque ya habíamos empezado a perder nuestra visión». Poncia, por su parte, señaló que «era realmente pop», pero que al presidente de Casablanca Records, Neil Bogart, le gustaba ese tipo de música y «era un tipo orientado a los sencillos. Él creía que “Shandi” sería una gran sucesor para “I Was Made for Lovin' You”». El productor apuntó además que los demás miembros del grupo no estaban realmente entusiasmados con ella, en especial Frehley.

## Recepción

### Comercial
Casablanca Records lanzó «Shandi» en mayo de 1980 como el primer sencillo de Unmasked, con el tema «She's So European» como cara B. El 21 de junio ingresó en el Billboard Hot 100 en el puesto 88 y alcanzó su mejor posición el 26 de julio cuando subió hasta el puesto 47. Tuvo una mejor recepción comercial fuera de los Estados Unidos; en Argentina llegó a la primera posición y en Noruega llegó a la cuarta, además alcanzó el top10 en países como Australia, Nueva Zelanda, Dinamarca y Austria, aunque en puestos inferiores a «I Was Made for Lovin' You» (1979).  Por su parte, en Canadá únicamente subió hasta la posición 69, mientras que en el Reino Unido ni siquiera logró entrar en la lista de sencillos.

### Crítica
«Shandi» recibió reseñas diversas en el momento de su lanzamiento. Jim Sullivan del periódico Bangor Daily News la describió como «basura impía», mientras que Jennifer Williamson del Spokane Daily Chronicle la calificó como «lo mejor dentro de lo malo... Una pieza de rock ligera con voces limpias que al menos es agradable». Por su parte, David Fricke de Rolling Stone escribió que la canción «casi sugiere a The Doobie Brothers con maquillaje kabuki, con la voz soñadora de Paul Stanley flotando en un mar tranquilo de altas armonías y guitarras relucientes». La revista Cashbox publicó que «Kiss abandona el ardiente heavy metal y el bombardeo de música disco de sus últimos trabajos y expone otro lado del enigmático grupo, el de los grandes cantantes melódicos». Ed Harrison de Billboard la calificó como una pista «melódica, de R&B teñido de pop apropiada para reintegrar a la banda con los oyentes de pop y AOR» y destacó su «refrescantemente sensible rendimiento vocal y sus memorables hooks».
Con el paso del tiempo, «Shandi» continuó dividiendo a los críticos. Jason Josephes del sitio web Pitchfork Media lamentó la aportación de Vini Poncia para «crear un sencillo que nadie compró». David Browne de Rolling Stone lamentó que la canción, que calificó como «soft rock bobo y húmedo», apareciera en varios recopilatorios del conjunto. Por su contra, Chuck Klosterman advirtió que «suena tonta la primera vez que la reproduces, pero es un tema realmente hermoso con un sincero sentimentalismo». Greg Prato de Allmusic consideró que varias canciones de Unmasked, como «Shandi» «son verdaderamente sólidas y se hubieran beneficiado extremadamente por un sonido más directo». Por su parte, la web Ultimate Classic Rock remarcó que «el don de Paul Stanley por los hooks nunca se había manifestado mejor» y la denominó «una balada distraída, pero contagiosa».

## Vídeo musical

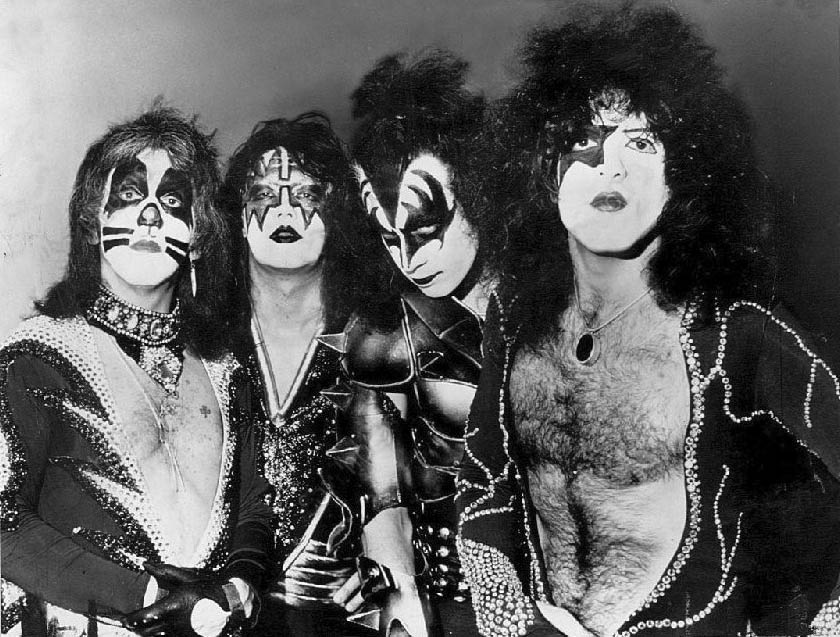
El vídeo de «Shandi» supuso la última aparición de la formación original con su maquillaje hasta su reunión en 1996.

El vídeo musical muestra a los integrantes de la banda saliendo de su vestuario para dirigirse al escenario mientras una chica espera escondida en otro camerino. Tras realizar su actuación, los músicos regresan al cuarto y se quitan su vestimenta para ponerse ropa de calle, al abandonar la estancia la chica llama su atención y al girarse descubre que los cuatro continúan todavía con su característico maquillaje puesto. Antes de la grabación del vídeo, Peter Criss ya conocía que esa sería la última vez que se maquillaría como The Catman y relató que «a pesar de que había rezado por salir de esa situación, aun así dolió». El batería apuntó además que después de que Ace Frehley y Paul Stanley abandonaran el rodaje sin despedirse y de pedirle su bajo a Gene Simmons, se puso a llorar tras quedarse solo. El vídeo fue estrenado en junio de 1980, tras hacer oficial la salida de Criss y la formación original de Kiss no volvería a aparecer en público con sus maquillajes hasta la 38.ª edición de los premios Grammy, el 28 de febrero de 1996.

## Presentaciones en directo
La gira promocional de Unmasked comenzó en julio de 1980, tras la salida oficial de Peter Criss. Su sustituto, Eric Carr fue seleccionado después de enviar a la banda una cinta en la que cantaba «Shandi» y realizar una audición. Debido a la pérdida de popularidad en los Estados Unidos, la gira tuvo lugar en Europa y Oceanía, salvo por una actuación en el Palladium de Nueva York, que supuso el debut de Carr. Durante el tramo europeo, Kiss interpretó varias canciones de Unmasked, pero no «Shandi», pese a ser su primer sencillo y a que en aquellos momentos ya había entrado en algunas listas europeas. El debut en directo en el tema no tendría lugar hasta el 8 de noviembre en Perth y estaría presente en los siguientes conciertos en Australia y Nueva Zelanda. Tras la finalización de la gira, el grupo tocó casi exclusivamente la canción en convenciones de aficionados y en sus visitas a Oceanía, entre ellas un concierto el 28 de febrero de 2003 en Melbourne, en el cual el conjunto tocó sus canciones en acústico junto con la Orquesta Sinfónica de Melbourne dirigida por David Campbell, con Peter Criss a la batería y el reemplazo de Ace Frehley, Tommy Thayer, como guitarrista. Como preludio Stanley cantó «Here Comes the Sun» de The Beatles.

## Créditos
- Paul Stanley - voz principal, guitarra líder, guitarra rítmica

Músicos de sesión
- Vini Poncia - coros
- Tom Harper - bajo
- Anton Fig - batería
- Holly Knight - teclado

Fuente: Songfacts.

## Posición en las listas
| País           | Lista                     | Mejor posición | Ref.   |
| -------------- | ------------------------- | -------------- | ------ |
| Alemania       | German Singles Chart      | 28             | [ 42 ] |
| Argentina      | Lista de sencillos        | 1              | [ 18 ] |
| Australia      | Kent Report Singles chart | 5              | [ 20 ] |
| Austria        | Singles Top 75            | 10             | [ 21 ] |
| Bélgica        | Ultratop 50               | 24             | [ 43 ] |
| Canadá         | Canadian Singles Chart    | 69             | [ 24 ] |
| Dinamarca      | Track Top-40              | 10             | [ 23 ] |
| Estados Unidos | Billboard Hot 100         | 47             | [ 52 ] |
| Nueva Zelanda  | Top 40 Singles            | 6              | [ 22 ] |
| Noruega        | Topp 20 Låt               | 4              | [ 19 ] |
| Países Bajos   | Single Top 100            | 20             | [ 44 ] |